# Korona (jméno)
Korona nebo též Corona je staré ženské jméno latinského původu. Vychází z latinského slova corona, znamenajícího koruna. Toto slovo má původ ve starořeckém slovu κορώνη (korṓnē). Svátek slaví dne 14. května, spolu se jménem Bonifác, v den připomínky svatých Viktora a Korony.

## Domácké podoby
Mezi domácké podoby křestního jména Korona patří Kora, Korča, Korka, Koronka, Rona apod.

## Výskyt jména a obliba
V současnosti žádná nositelka tohoto jména na území Česka nežije, ale v minulosti existovaly v českých matrikách ojedinělé zápisy dokazující výskyt tohoto jména.
I ve světě je jméno poměrně ojedinělé. V roce 2014 žilo ve světě asi 3 758 nositelek jména Corona a 4 866 nositelek jména Korona. Jméno Corona je nejvíce rozšířeno v USA, na Filipínách a v Guatemale, kdežto jméno Korona se nejvíce vyskytuje v Pobřeží slonoviny a v jiných zemích je extrémně vzácné.

## Známé osobnosti
- Corona González – španělská filantropka, fotografka a novinářka
- Corona Riccardo – americká herečka italského původu
- Corona Schröterová – celým jménem Corona Elisabeth Wilhelmine, německá herečka a hudebnice, známá především jako zpěvačka. Skládala také písně a zhudebňovala texty Friedricha Schillera a Johanna Wolfganga von Goetha. Narodila se roku 1751, zemřela 1802.

V některých zemích může Corona být také mužské jméno. Významným mužem s tímto jménem je například indonéský lékař Corona Rindawan.